# Tomáš Masaryk
Tomáš Garrigue Masaryk (Hódonin, Moravia, 7 de marzo de 1850-Lány, 14 de septiembre de 1937) fue un político y filósofo checoslovaco, conocido por haber sido fundador de la República de Checoslovaquia. Masaryk sigue siendo un símbolo de la antigua Checoslovaquia, ya que nació de madre checa y padre eslovaco en la frontera de ambos países.

## Estudios
Entre los años 1872 y 1876, Masaryk estudió Filosofía en la Universidad de Viena. Después de obtener el título de doctor en filosofía se desempeñó dos años en la Universidad de Leipzig, donde conoció a la ciudadana estadounidense, Charlota Garrigue, con la cual contrajo matrimonio en 1878 en Nueva York. Como expresión de reconocimiento a su esposa comenzó a utilizar su apellido de soltera, Garrigue.
En 1878 Tomáš Garrigue Masaryk se habilitó en Viena como profesor universitario con la obra El suicidio, en la cual analizó ese acto como consecuencia del subjetivismo moderno y de la pérdida de la fe religiosa. Desde el año 1882 fue profesor en la Universidad de Praga.

## Obra
En su pensamiento filosófico partía del teísmo protestante sin aceptar la revelación y la mística, acentuando al mismo tiempo los aspectos psicológicos y éticos de los fenómenos sociales y la evidente crisis moderna del individuo y la sociedad. Enseñaba historia de la filosofía, lógica, ética y los fundamentos de la sociología y la psicología, ocupándose detalladamente por la filosofía de David Hume y Blas Pascal, y por el fortalecimiento de las influencias del pensamiento francés y anglo-americano en la cultura checa. Desarrollaba también intensas actividades científicas, siendo además uno de los principales iniciadores de la primera enciclopedia universal en idioma checo.
Paralelamente a estas actividades universitarias y científicas se incorporó a la vida política. Desde los comienzos del último decenio del siglo XIX, fue uno de los diputados checos en el parlamento austrohúngaro. En este período Masaryk se identificaba con la monarquía habsburguesa, rechazando el radicalismo nacional checo y optando a favor de la democratización gradual del imperio danubiano y el fortalecimiento de las posiciones económicas y culturales de la nación checa en el marco del imperio.
Antes de la Primera Guerra Mundial, Tomáš Garrigue Masaryk publicó una serie de voluminosas obras en las que analizaba los problemas clave de su época. Como demócrata liberal, criticaba enérgicamente el comunismo, el absolutismo, el antisemitismo, el clericalismo, prestando gran atención a la cuestión social y obrera de la época. Aprovechó sus visitas a Rusia para denunciar lo que consideraba tendencias antidemocráticas y dictatoriales tanto en la Rusia zarista como en la bolchevique. Sus opiniones y críticas acerca de la cuestión eslava las plasmó en 1913 en el libro titulado "Rusia y Europa.

## Caso Hilsner
Masaryk también es apreciado como defensor de los derechos humanos. En 1900, Masaryk defendió al judío Leopold Hilsner en un juicio en el que se le acusaba de un asesinato ritual en un período en el que el antisemitismo era generalizado y la opinión pública era totalmente contraria a Hilsner. Masaryk fue uno de los pocos que rechazó completamente la idea del asesinato ritual y defendió a Hilsner, consiguiendo que se conmutara la pena de muerte por la de cadena perpetua y salvando así su vida.

## Lucha por la renovación de la independencia
Durante la Primera Guerra Mundial Masaryk tuvo que exiliarse y actuó enérgicamente a favor del nuevo estado que posteriormente sería Checoslovaquia, estableciendo entre otros el ejército checoslovaco, que luchó junto con las potencias aliadas y en cierto momento controló toda Siberia. Masaryk fue promotor de la idea de que el pueblo Checoslovaco tenía la responsabilidad de su propia liberación, que no era un tema de esperar a que otros países les ayudaran a independizarse tanto de Polonia, como de Hungría, ya que, en sus respectivas ocasiones, Checoslovaquia había estado siendo sometida por sus vecinos.

## Presidencia (1918 - 1935)

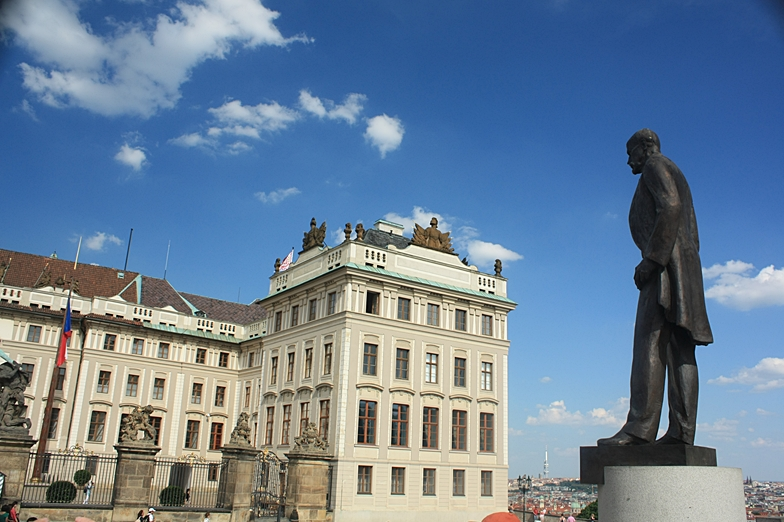
Estatua del primer presidente de la república en la plaza del castillo de Praga, frente a la sede del Gobierno.

Tomás Masaryk resultó electo como presidente checoslovaco el 14 de noviembre de 1918, mientras que la República de Checoslovaquia surgió oficialmente el 28 de octubre del mismo año. Debido a la inexistencia de las instituciones constitucionales del nuevo estado centroeuropeo, (aunque formado por naciones de historia milenaria), la elección de Masaryk estuvo a cargo de la denominada Asamblea revolucionaria nacional. Masaryk regresó del exilio a Praga el 21 de diciembre de 1918. Fue reelecto en tres ocasiones: en 1920, 1927 y 1934. El 14 de diciembre de 1935, luego de permanecer 17 años en el poder, renunció a su cargo por razones de salud, falleciendo el 14 de octubre de 1937.

### Iglesia de Estado
Masaryk, inspirado por el anglicanismo, durante la creación del Estado Checoslovaco optó problemáticamente por el histórico protestantismo checo, simbolizado por Juan Hus y sus seguidores, que prevalecía en el país desde 1415-1621 y fue prohibido por el Imperio Austrohúngaro católico.

## Período comunista
Durante el período de gobierno socialista, el Partido Comunista de Checoslovaquia se oponía enérgicamente a las actitudes ideólogicas y políticas de Masaryk, borrando su nombre de los libros y destruyendo sus estatuas en Checoslovaquia. Tras la caída del comunismo, la importancia de Masaryk para la historia checa (ya menos la eslovaca) fue renovada. La República Checa contemporánea sigue identificándose con el legado de la Checoslovaquia de Masaryk.

## Orden de Tomáš Masaryk

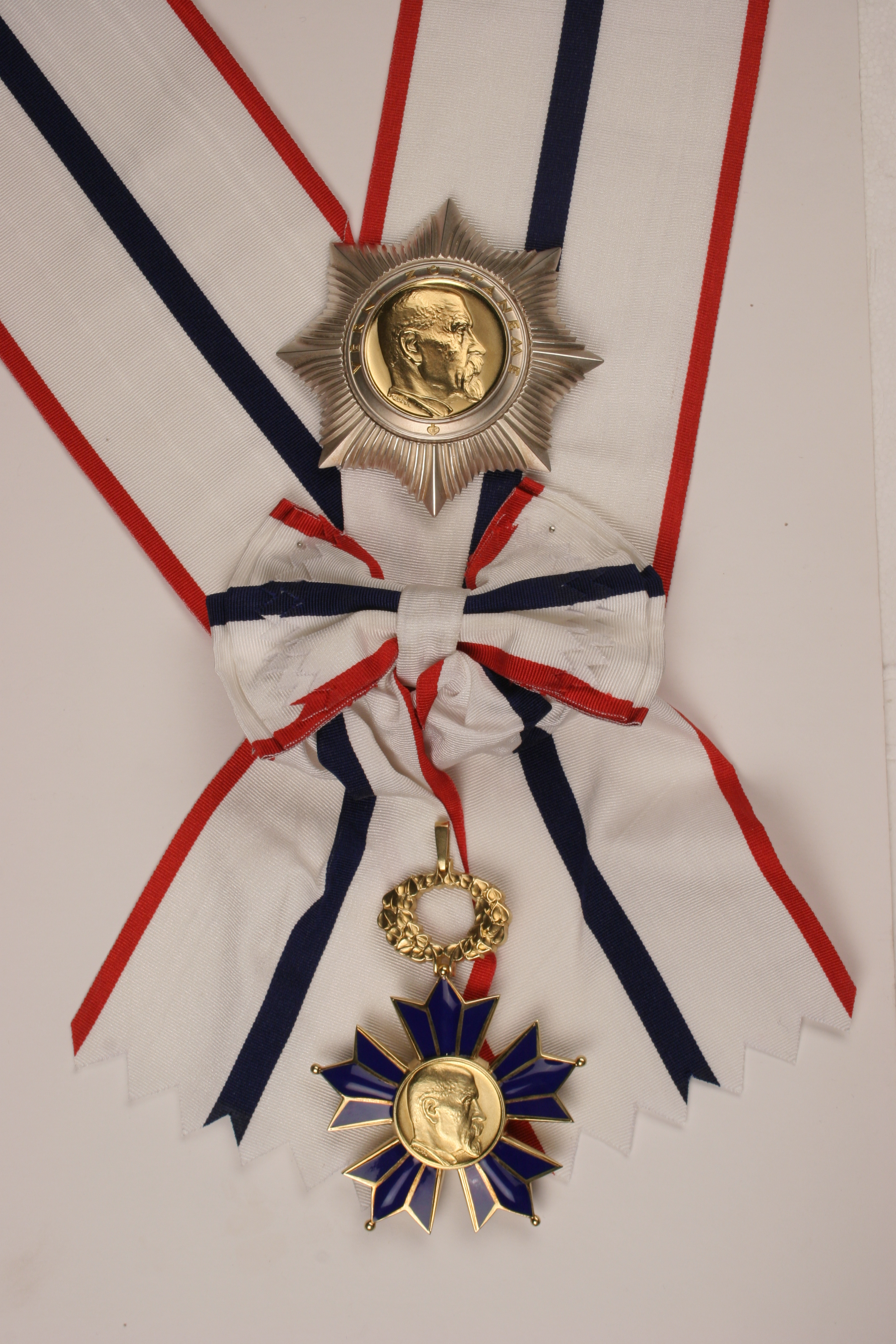
Orden de Tomáš Masaryk.

En 1990 el gobierno checoslovaco instituyó la Orden de Tomáš Masaryk, refundada en 1994 tras la separación del país entre la República Checa y Eslovaquia. Se trata de uno de los mayores reconocimientos oficiales que concede la República Checa, a potestad de su presidente (que él mismo, en función de su cargo, tiene asignada vitaliciamente la consideración de caballero de I clase de la Orden). Se puede conceder a título póstumo, in memoriam, algo que le distingue de la mayor parte de esta clase de condecoraciones en el resto del mundo, que suelen estar reservadas a personas vivas.

## Galería

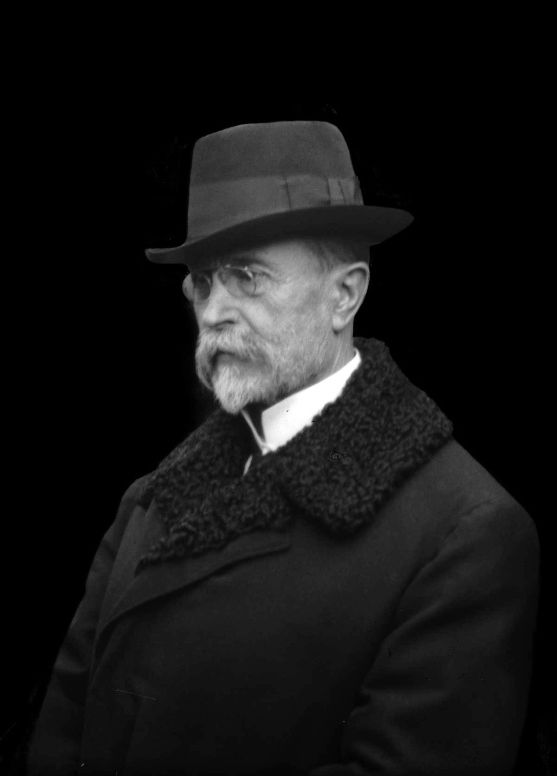
Tomáš Garrigue Masaryk en 1918, durante la creación del Estado checoslovaco.
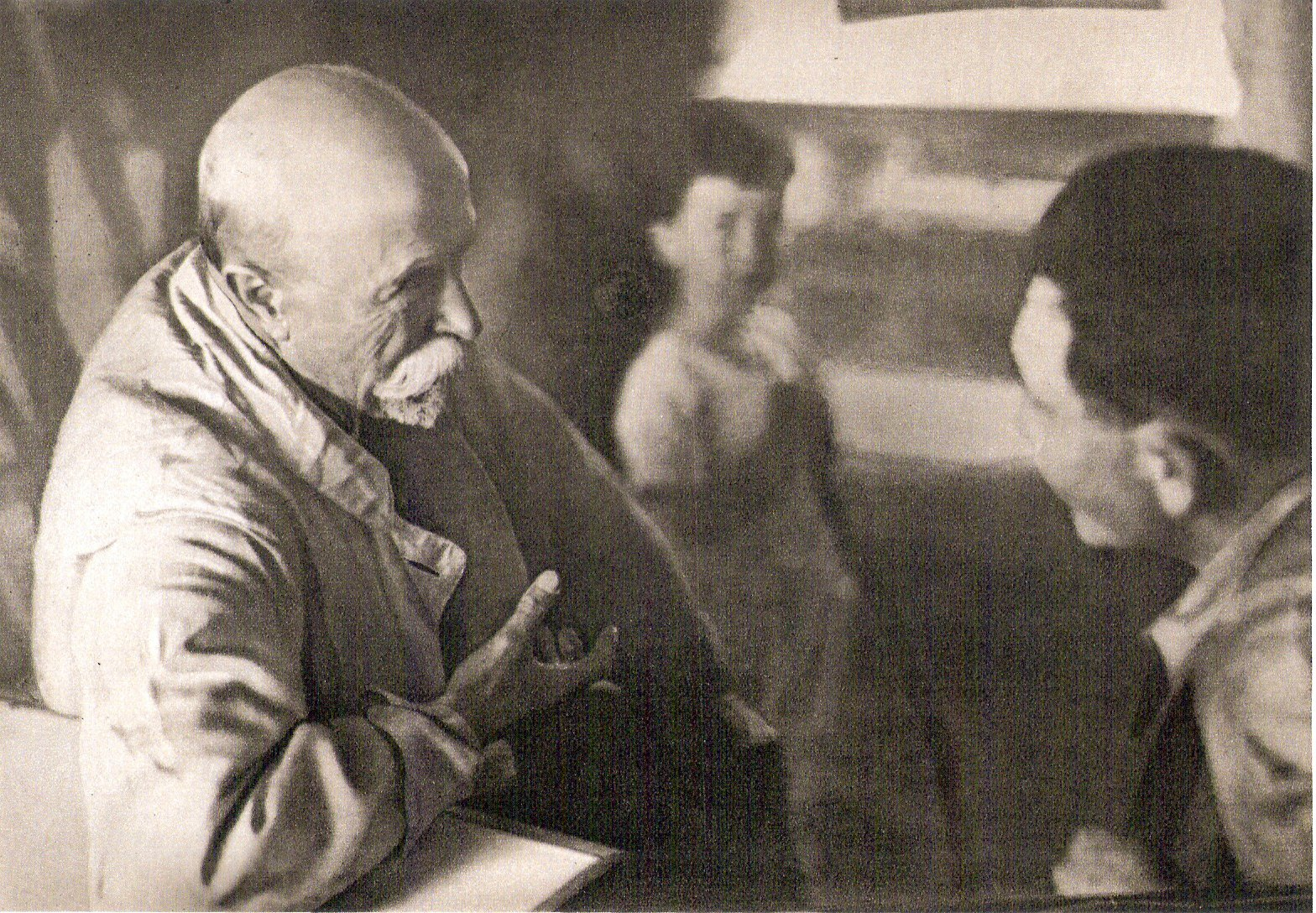
Masaryk en Palestina, 1927.
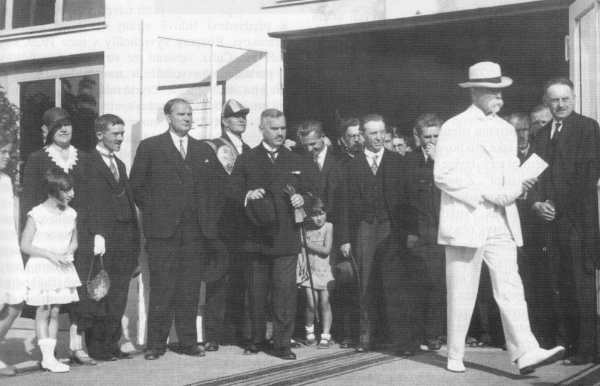
Masaryk visitando una exposición en Moravia, 1928.
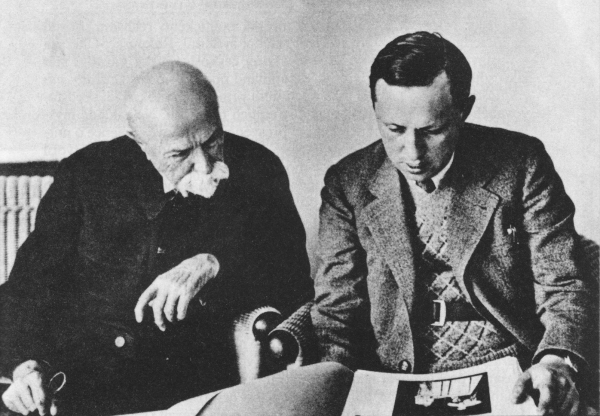
El presidente junto al destacado escritor checo Karel Čapek, 1931.
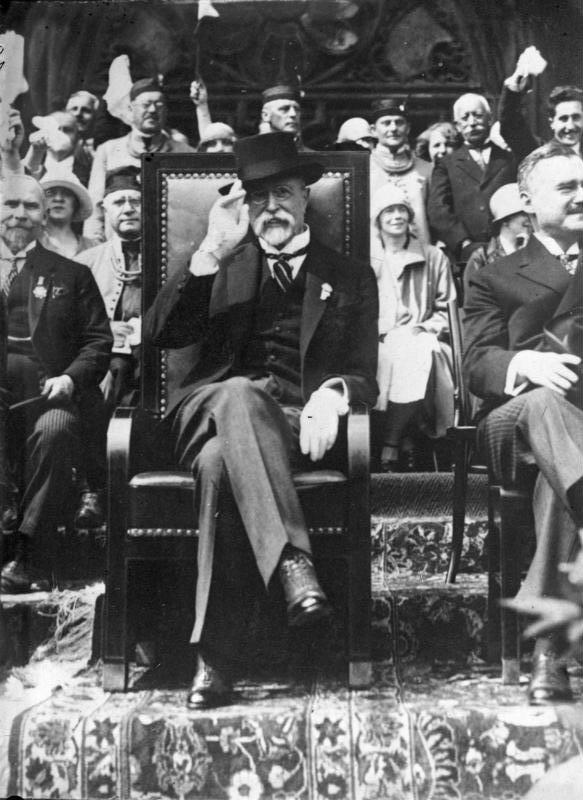
Masaryk presidiendo las celebraciones gimnásticas de las asociaciones Sokol en 1932.
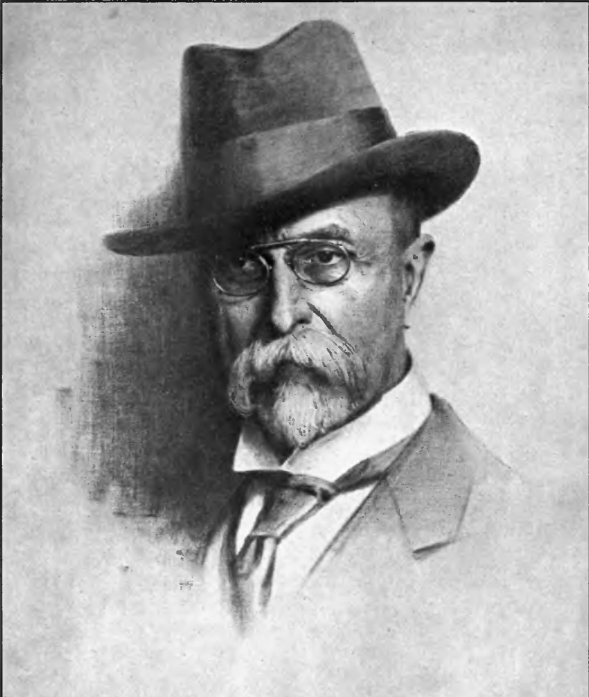
Retrato de Tomáš Garrigue Masaryk, primer presidente checoslovaco.

## Véase también

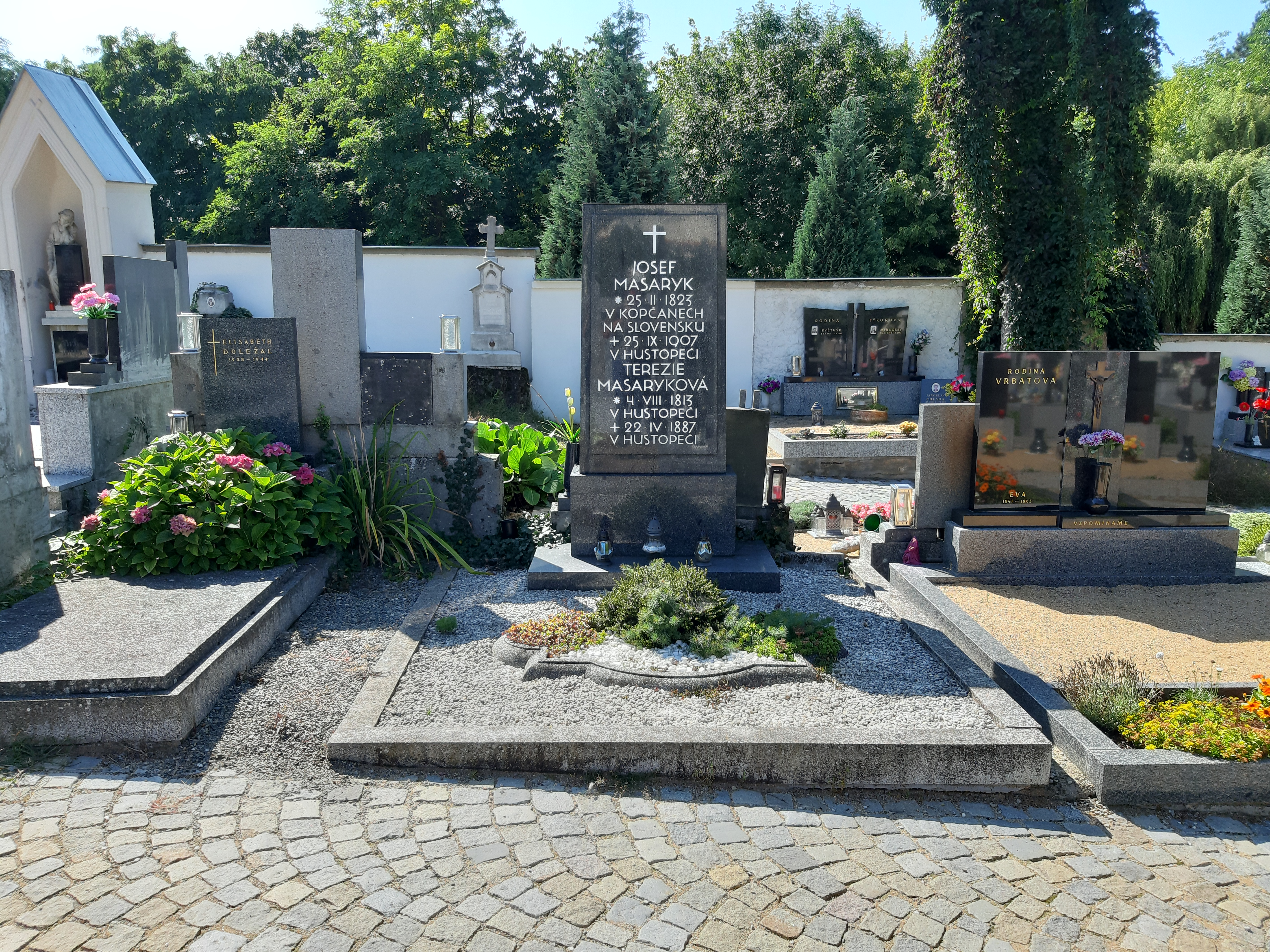
Hustopeče: Grave of parents of Masaryk